# 馬特·科恩
馬特·科恩（英語：Matt Cohen，1982年9月28日—）是美國的一位演員。他出生在佛羅里達州邁阿密。他曾飾演橘郡風雲等電視劇。

## 外部連結
- Matt Cohen在互联网电影资料库（IMDb）上的資料（英文）